# Копонья
Копонья — хутор в Клетском районе Волгоградской области России. Входит в состав Калмыковского сельского поселения.

## История
В 1966 г. Указом Президиума ВС РСФСР хутор фермы № 2 совхоза «Клетский» переименован в Копонья.
В соответствии с Законом Волгоградской области от 14 февраля 2005 года № 1003-ОД «Об установлении границ и наделении статусом Клетского района и муниципальных образований в его составе», хутор вошёл в состав образованного Калмыковского сельского поселения.

## География
Расположен в западной  части региона, в степи, у подножия Донской гряды, являющейся частью Восточно-Европейской равнины.
Уличная сеть состоит из двух географических объектов: ул. Морская,  ул. Песчаная

## Население
| 2010 |
| ---- |
| 21   |

## Инфраструктура
Было развито сельское хозяйство. Действовала ферма совхоза «Клетский».

## Транспорт
Просёлочные дороги.